# ویلبرفورس اوز
 ویلبرفورس اوز (انگلیسی: Wilberforce Eaves؛ زاده ۱۰ دسامبر ۱۸۶۷ درگذشته ۱۰ فوریهٔ ۱۹۲۰) یک تنیس‌باز اهل بریتانیا بود.